# Stenula angusta
Stenula angusta är en kräftdjursart som först beskrevs av Robert Alan Shoemaker 1955.  Stenula angusta ingår i släktet Stenula och familjen Stenothoidae. Inga underarter finns listade i Catalogue of Life.